# Letiště Wondžu
Letiště Wondžu (korejsky 원주공항 – Wŏndžu Konghang, IATA: WJU, ICAO: RKNW) je letiště u města Wondžu v provincii Kangwon v Jižní Koreji. Od centra města je vzdáleno přibližně deset kilometrů severně.
Využití letiště je převážně vojenské (za Korejské války odtud startovaly letouny Letectva Spojených států amerických).
Létá odsud pravidelná linka společnosti Korean Air na mezinárodní letiště Čedžu na ostrově Čedžu na jihu Jižní Koreje.